# Jean de Matha
Pour les articles homonymes, voir Saint Jean.
Jean de Matha, né à Faucon-de-Barcelonnette le 23 juin 1160 et mort à Rome le 17 décembre 1213, est un religieux provençal,. Il est le fondateur, avec saint Félix de Valois, de l'ordre de la Sainte Trinité, appelé aussi ordre de la Très Sainte Trinité pour la rédemption des captifs, ou Trinitaires.

## Biographie
Le 23 juin 1160, Jean de Matha naissait à Faucon en Provence. Son père Euphème de Matha (Eufemi de Mata) était un seigneur catalan qui avait reçu de Raymond Bérenger le jeune, comte de Barcelone et de Provence, la terre de Faucon. Pour lui donner une instruction et une éducation digne de son rang, la famille se fixe à Marseille où Jean commence ses études. Sa mère, Marthe, lui apprend à connaître les pauvres, les malheureux et à les aimer. Elle le conduit aussi dans les hôpitaux et les prisons.

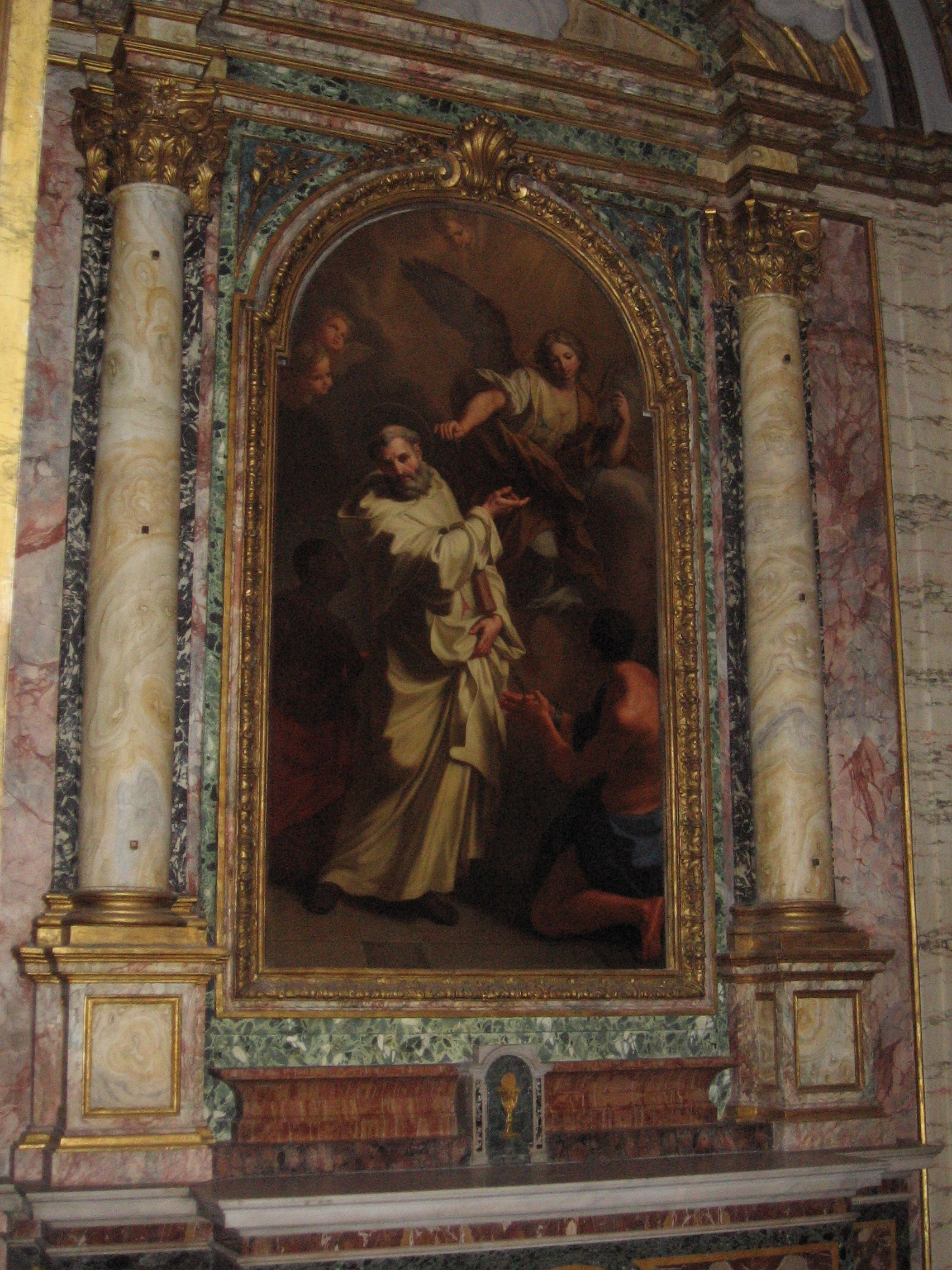
Jean de Matha secourant un esclave chrétien, Gaetano Lapis, église de la Très-Sainte-Trinité-des-Espagnols de Rome.

Il poursuivra ses études à Aix-en-Provence, puis à l'université à Paris où il prend ses grades de docteur en théologie. Il est encouragé à devenir prêtre par Maurice de Sully, évêque de Paris, qui avait remarqué sa valeur et sa piété.
Quand il célèbre sa première messe, le 28 janvier 1193, fête de sainte Agnès, dans la chapelle de Maurice de Sully, il « voit » un homme en blanc, une croix rouge et bleue sur la poitrine, posant les mains sur deux prisonniers dont l'un est blanc et l'autre maure.
Le lendemain, alors qu'il s'est retiré dans une forêt pour prier avec un ermite dont la réputation de sainteté est arrivée jusqu'à ses oreilles, les deux hommes sont témoins de l'apparition d'un cerf portant une croix entre les bois, qui vient s'abreuver à une fontaine auprès d'eux.
Jean de Matha parle de sa vision des prisonniers au pape, qui a eu la même : ils l'interprètent comme un appel à la fondation d'un ordre ayant pour mission de racheter les captifs victimes des razzias menées par les Sarrasins sur les côtes méditerranéennes. L'ordre de la Très Sainte Trinité pour la rédemption des captifs est approuvé, en même temps que sa règle, par Innocent III le 17 décembre 1198  (bulle Operante divine dispositionis).
Les Trinitaires construisent un premier monastère à Cerfroid (actuellement commune de Brumetz, dans l'Aisne), lieu de l'apparition, sur une propriété donnée par Marguerite de Blois, future comtesse de Bourgogne (la Maison de la Trinité de Cerfroid restera le Chef-d'ordre des Trinitaires jusqu'à la Révolution française). À Cerfroid s'ajoutent Planels et Bourg-la-Reine : ce sont les trois fondations initiales.
Puis Philippe Auguste aide les Trinitaires à construire un monastère à Paris près d'une chapelle dédiée à saint Mathurin, d'où leur nom de Mathurins. Des milliers de chrétiens sont ainsi rachetés aux musulmans du Maroc, d'Algérie et de Tunisie dont ils étaient devenus esclaves. Après la mort de son ami ermite (qu'on appellera Félix de Valois trois siècles plus tard, sans savoir qui il fut), Jean se retire à Rome où il meurt le 17 décembre 1213. Il fut enterré le 21 décembre 1213 dans l’église San Tommaso in Formis, d’où son corps fut transféré en Espagne.
Jean de Matha, fondateur de l’ordre de la Sainte-Trinité en 1198, assigne à ses disciples, les Trinitaires, une mission unique, exigeante et nouvelle : la rédemption, par le rachat ou l’échange, des captifs chrétiens jusque-là abandonnés aux musulmans lors des croisades, ou victimes de razzias sur les côtes ou en mer.
Si les "Barbaresques" prennent des esclaves, ils ne sont pas les seuls. Les occidentaux, en se défendant, en font autant. Il y a des captifs de partout. l'échange est donc envisagé. Un contre un. Mais la personne est parfois en bonne santé, malade ou mourante, jeune ou âgée, bien ou mal nourrie, convertie à l'islam ou au christianisme, portée sur la liste mais absente au moment de l'échange, parce qu'enfuie. Autant de difficultés pour un échange sur pied d'égalité. Peu à peu fut exigé un occidental contre deux barbaresques, puis contre trois. L'échange devenait de plus en plus difficile, au point que les Trinitaires se limitèrent au rachat pur et simple.
Même au risque d'engrener les prises d'otages devenues lucratives, Jean de Matha n'a pas inventé "la libération contre rançon" ; cette pratique existait même depuis très longtemps, mais il l'a développée, en en faisant la ligne principale de son Ordre, qui consacrait le tiers de ses revenus au rachat des captifs. Mais il fallait de plus en plus de fonds, d'où des tournées de quête

## Appellation

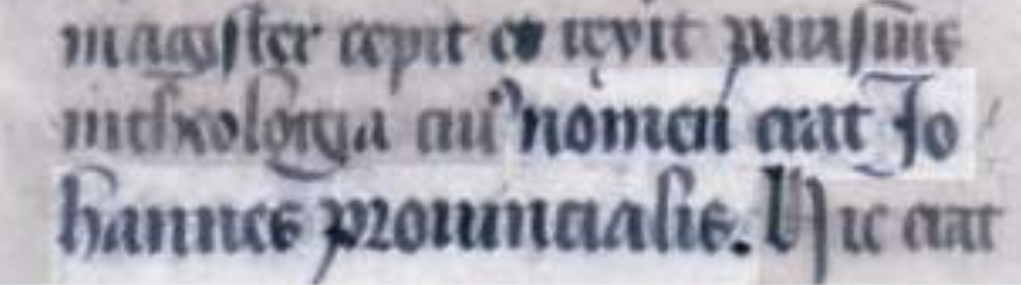
Manuscrit latin anonyme du XIIIe siècle (Bibliothèque nationale de France) citant Jean le Provençal: nomen erat Johannes Provincialis.

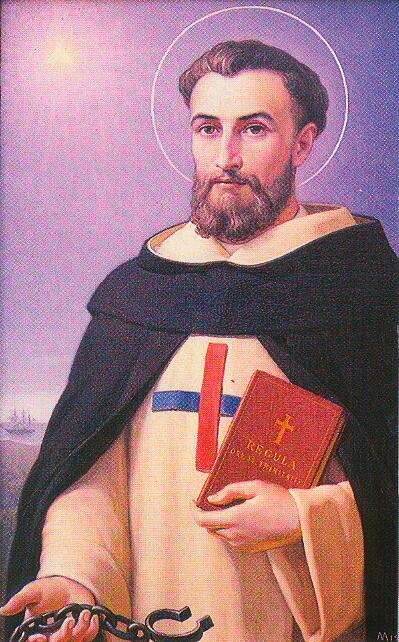
Jean de Matha.

Né en 1160 et décédé à Rome en décembre 1213, ce véritable précurseur de l’action humanitaire près des champs de bataille ne fut jamais appelé pendant plusieurs siècles que Jean le Provençal ou maître Jean. Déclaré seulement né à Faucon, son lieu de naissance lui-même restait un mystère car en Provence, il existe un Faucon dit « du Caire » et un Faucon dit « de Barcelonnette ».
L'interprétation privilégiant une naissance à Faucon-du-Caire se base sur la présence à 10 km de là, sur la Motte-du-Caire, d'une seigneurie bien attestée au XIIe siècle avec des proches du comte de Provence, des juristes et des ecclésiastiques; alors que de tels patronymes (Mota, Motetus,...) n’apparaissent pas sur Faucon-de-Barcelonnette.
D'autre part, suivant la tradition d'implantation d’un couvent sur le lieu de naissance du fondateur d'un ordre ou à proximité de celui-ci afin d'honorer sa mémoire, un établissement des religieux Trinitaires à la Motte du Caire fut décidé dès 1210 et installé en 1498, soit bien antérieurement à celui de Barcelonnette en 1644 et à la canonisation (1666).

## Canonisation et vénération
En 1665, le père Jean de la Conception présenta une requête au vicariat de Rome avec des arguments prouvant que Jean de Matha (ainsi que Félix de Valois) avait été qualifié de saint par plusieurs papes. Le 31 juillet 1665, le cardinal vicaire de Rome rend un décret constatant le culte accordé de temps immémorial à Jean de Matha et à Félix de Valois, sentence confirmée par la Sacrée Congrégation des rites le 14 août 1666 et par le pape Alexandre VII le 21 octobre.
Les noms de Jean et de Félix seront insérés dans le martyrologe romain le 27 janvier 1671 par un décret d'Innocent XI. Le 14 mars 1694, les fêtes des deux saints seront étendues à l'Église universelle. Les reliques de saint Jean de Matha (os du pouce) sont transférées de l'église de Faucon à l'église des Trinitaires le 26 août 1674.

## Galerie

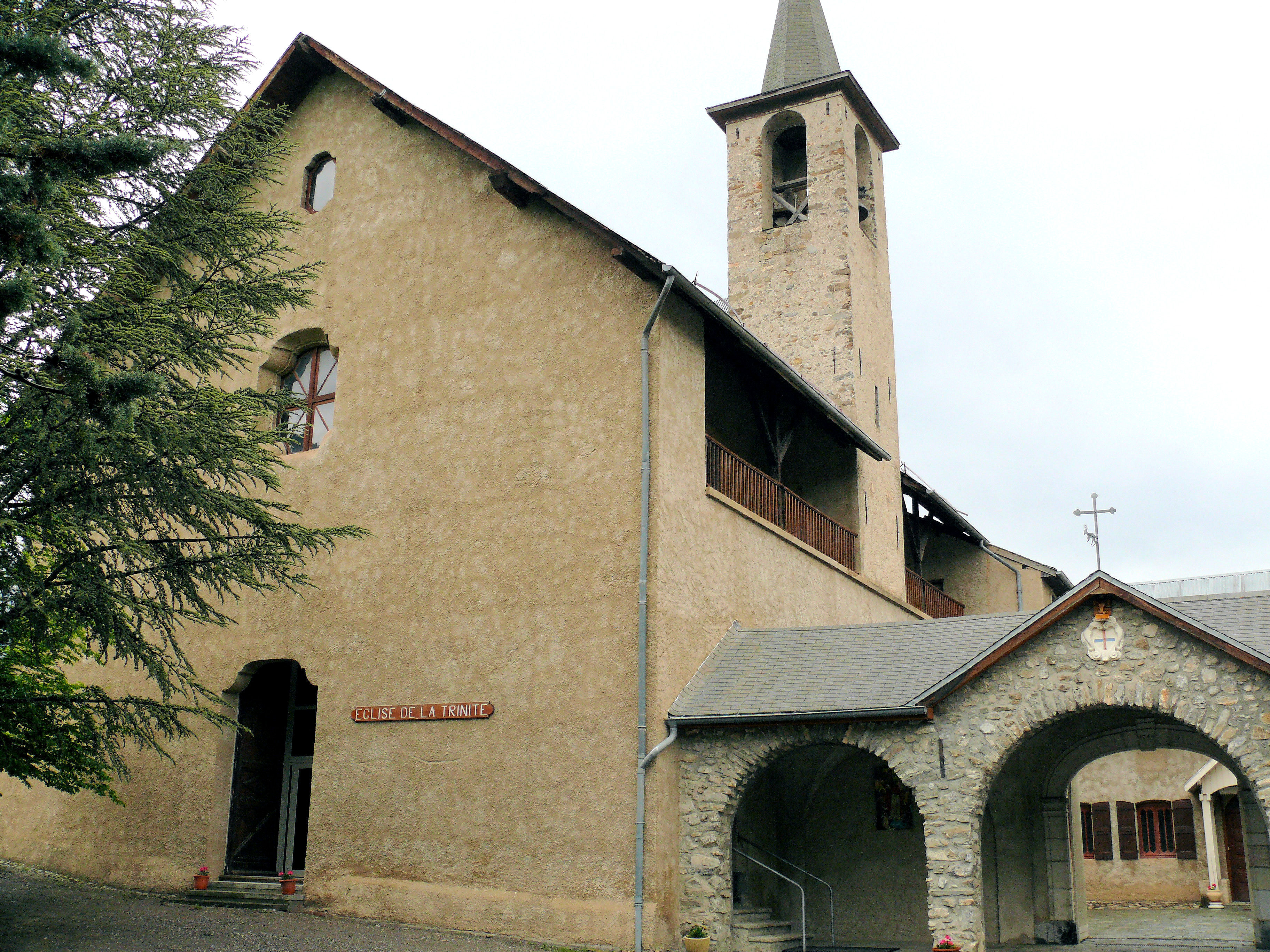
Couvent des Trinitaires de Faucon-de-Barcelonnette.
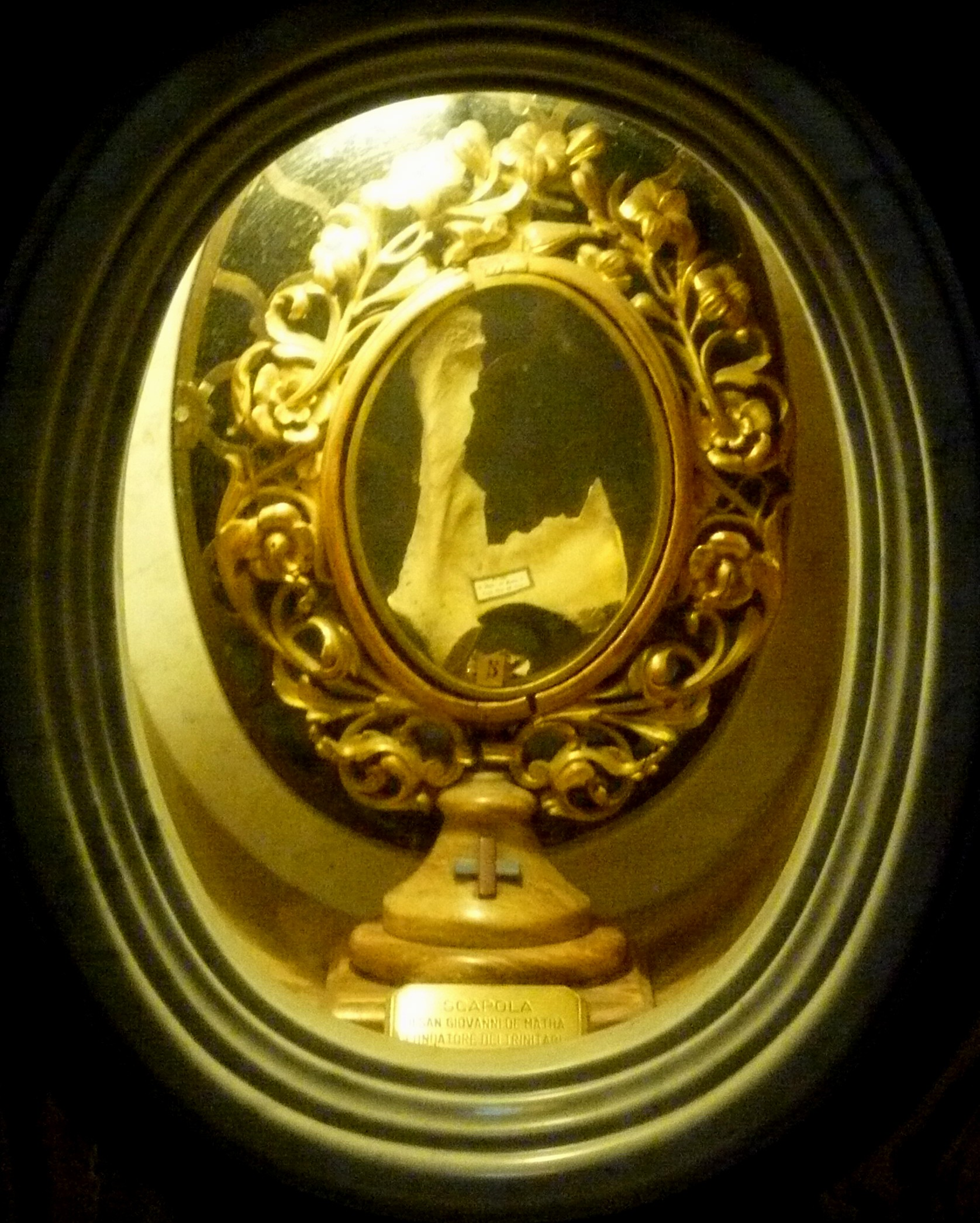
Omoplate de Jean de Matha, basilique Saint-Chrysogone, Rome.